# Toyoda Shoichiro
Toyoda Shōichirō (豊田 章一郎 (Phong Điền Chương Nhất Lang)) , (27 tháng 2 năm 1925 – 14 tháng 2 năm 2023), từng là chủ tịch tập đoàn ôtô Toyota từ năm 1992 đến 1999.
Ông tốt nghiệp kỹ sư tại đại học Nagoya năm 1947, rồi sau đó nhận học vị tiến sĩ về "kỹ thuật phun xăng". Ông gia nhập Toyota năm 1952. Tiến sĩ Toyoda đã trở thành giám đốc điều hành Toyota năm 1961. Sau khi được thăng chức giám đốc điều hành cấp cap năm 1967 và chủ tịch năm 1972, ông đã được bổ nhiệm làm chủ tịch tổ chức marketing của Toyota năm 1981. Tiến sĩ Toyoda đảm nhận chức chủ tịch vừa được tích hợp của Công ty Motor Toyota, dựa trên sự sáp nhập của các tổ chức kinh doanh và sản xuất trong năm 1982, và sau đó giữ chức chủ tịch từ 1992 đến 1999. Toyoda đã trở thành chủ tịch danh dự của Toyota năm 1999.
Ông được chỉ định làm một thành viên của Hội đồng Giám đốc điều hành Hồng Kông của các cố vấn quốc tế vào những năm 1998-2005.
Shoichiro Toyoda vẫn là chủ tịch danh dự của Toyota từ năm 1999 cho đến khi ông qua đời. Ông qua đời vì suy tim đột ngột vào ngày 14 tháng 2 năm 2023, hưởng thọ 97 tuổi. Ông được sống sót bởi vợ, con gái và con trai Toyoda Akio, người đã từng là chủ tịch của Toyota Motor Corporation trong 14 năm và sẽ từ chức vào tháng 4 năm 2023.